# Olmeca reflexa
L'Olmeca reflexa és una espècie de plantes de canyes de bambú gegant, del gènere Olmeca, de la família de les poaceae, ordre Poales, classe Liliopsida, divisió Magnoliophyta.
D'àmbit tropical, aquesta espècie de bambú de fruits carnosos es troba en els estats mexicans de Veracruz, Oaxaca i Chiapas. Creix entre els sis i els dotze metres d'alçada i fa uns dos centímetres de diàmetre. Les seves arrels poden engendrar nous troncs fins a vuit metres de distància de la planta mare.